# Pratteln
Pratteln (toponimo tedesco) è un comune svizzero di 16 153 abitanti del Canton Basilea Campagna, nel distretto di Liestal; ha lo status di città.

## Monumenti e luoghi d'interesse

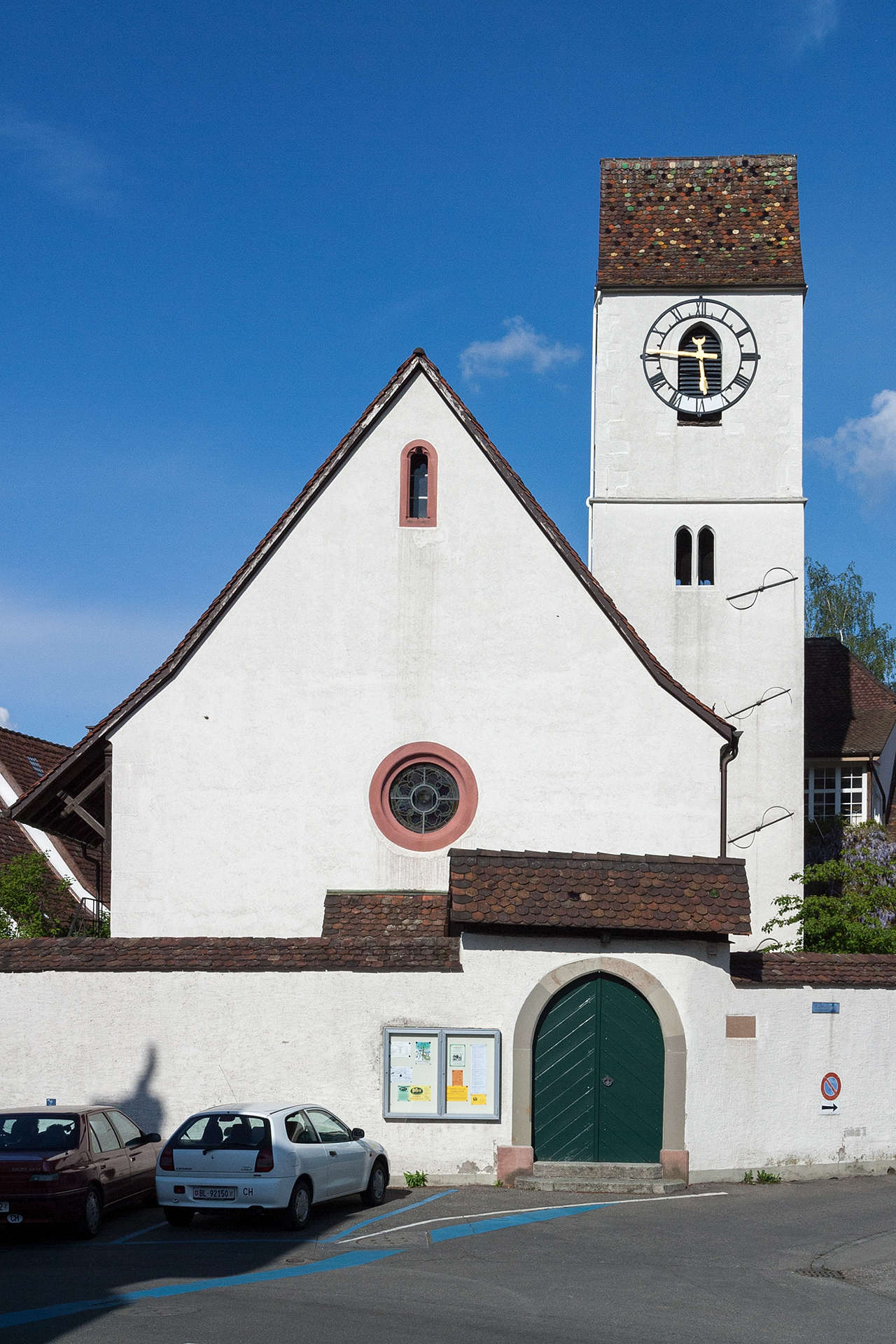
La chiesa riformata

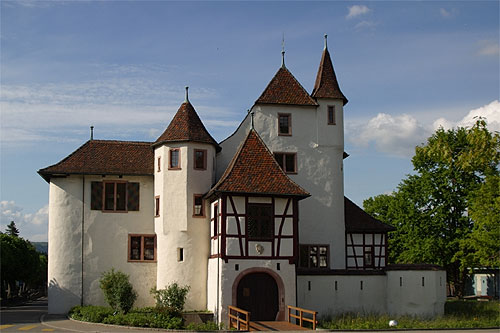
Il castello di Pratteln

- Chiesa riformata (già di San Leodegario), attestata dal 1281 e ricosrtuita nel 1475[1];
- Castello di Pratteln, eretto nel XIII secolo e ricostruito dopo il 1356[1].

## Società

### Evoluzione demografica
L'evoluzione demografica è riportata nella seguente tabella:
Abitanti censiti

## Infrastrutture e trasporti

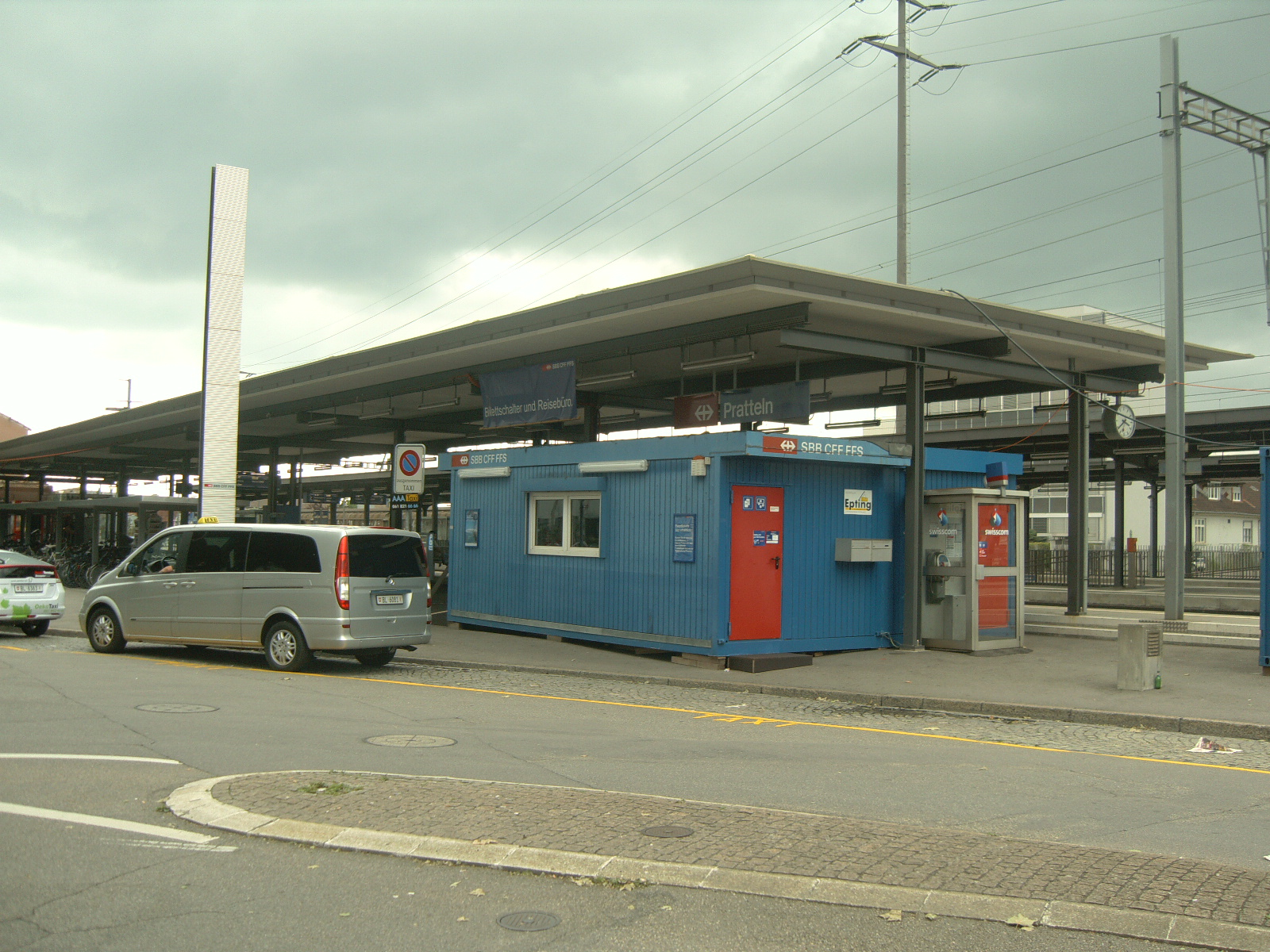
La stazione di Pratteln

Pratteln è servita dall'omonima stazione sulle ferrovie Basilea-Olten e Basilea-Brugg.

## Amministrazione
Ogni famiglia originaria del luogo fa parte del cosiddetto comune patriziale e ha la responsabilità della manutenzione di ogni bene ricadente all'interno dei confini del comune.